# Sidotheca trilobata
Sidotheca trilobata (A. Gray) Reveal – gatunek rośliny z rodziny rdestowatych (Polygonaceae Juss.). Występuje naturalnie w północno-zachodnim Meksyku (w stanie Kalifornia Dolna) oraz południowo-zachodnich Stanach Zjednoczonych (w Kalifornii). 

## Morfologia
PokrójRoślina jednoroczna dorastająca do 7–60 cm wysokości.
LiścieMają kształt od łyżeczkowatego do lancetowatego lub równowąskiego. Mierzą 10–50 mm długości oraz 2–7 mm szerokości.
KwiatyZebrane w rozproszone wierzchotki dorastające do 5–40 cm długości, rozwijają się na szczytach pędów. Listki okwiatu mają podłużny kształt i białą, różową lub czerwoną barwę, mierzą 2–4 mm długości, są klapowane przy wierzchołku.
OwoceTrójboczne niełupki osiągające 1–2 mm długości.

## Biologia i ekologia
Rośnie w chaparralu, lasach sosnowych oraz na terenach skalistych. Występuje na wysokości od 700 do 2100 m n.p.m. Kwitnie od kwietnia do września.